# Matthew Booth
Matthew Paul Booth (Fokváros, Dél-afrikai Köztársaság, 1977. március 14.) dél-afrikai labdarúgó, aki jelenleg a Mamelodi Sundownsban játszik hátvédként.

## Pályafutása
Booth a Cape Town Spursben kezdte pályafutását, majd 1998-ban a Mamelodi Sundowns játékosa lett, ahol négy év alatt 114 meccsen játszott és hat gólt szerzett. 2001-ben kölcsönvette a Wimbledon, de játéklehetőséget nem kapott. 2002-ben leigazolta az orosz Rosztov. Két évvel később a Krilja Szovetovhoz szerződött, ahol öt évet töltött. 2009-ben visszatért a Mamelodi Sundownshoz.

## Válogatott
Booth 1999. február 20-án, Botswana ellen debütált a dél-afrikai válogatottban. Első gólját 2001. július 14-én, egy Malawi elleni vb-selejtezőn szerezte. Részt vett a 2009-es konföderációs kupán és behívót kapott a 2010-es világbajnokságra is.

## Külső hivatkozások
- Hivatalos honlapja
- Adatlapja a FIFA honlapján Archiválva 2009. június 21-i dátummal a Wayback Machine-ben
- Válogatottbeli statisztikái Archiválva 2011. szeptember 23-i dátummal a Wayback Machine-ben

## Fordítás
- Ez a szócikk részben vagy egészben  a   Matthew Booth (soccer) című angol Wikipédia-szócikk fordításán alapul.  Az eredeti cikk szerkesztőit annak laptörténete sorolja fel. Ez a jelzés csupán a megfogalmazás eredetét és a szerzői jogokat jelzi, nem szolgál a cikkben szereplő információk forrásmegjelöléseként.

1. ↑  Olympedia (angol nyelven), 2006